# Parafia Matki Bożej Nieustającej Pomocy w Zawoi
Parafia Matki Bożej Nieustającej Pomocy w Zawoi Górnej – parafia rzymskokatolicka należąca do dekanatu Maków Podhalański archidiecezji krakowskiej. Erygowana w 1988 roku.
Kamień węgielny pod budowę kościoła parafialnego w Zawoi Górnej (przysiółek Wilczna) został wbudowany w 1984 roku. Świątynię wzniesiono głównie ze składek wiernych. Jeszcze w trakcie jej budowy, w 1986 roku, papież Jan Paweł II przekazał parafii obraz Matki Bożej Nieustającej Pomocy, opatrzony własnoręcznym podpisem.
Funkcję proboszcza od 2024 r. pełni ks. Grzegorz Grzybowski.